# Call It What You Want (песня Тейлор Свифт)
«Call It What You Want» (рус. Называйте это как хотите) — песня американской певицы Тейлор Свифт с шестого студийного альбома Reputation. Песня была выпущена 3 ноября 2017 года на лейбле Big Machine Records.

## История
Тейлор Свифт анонсировала песню в качестве второго промосингла с альбома после первого «Gorgeous». Релиз трека состоялся 3 ноября 2017 года. Соавтором и сопродюсером Свифт выступил Джек Антонофф.
11 ноября 2017 года Свифт выступила с акустической версией «Call It What You Want» и песней «…Ready for It?» в качестве гостя в 43-м сезоне программы Saturday Night Live.

## Композиция
«Call It What You Want» — атмосферная, среднетемповая песня в стиле электропоп и синти-поп с уклоном в R&B-трэп.

## Отзывы
«Call It What You Want» получила положительные отзывы музыкальной критики и интернет-изданий: Rolling Stone, Entertainment Weekly, Vulture, The Record Changer, USA Today, Complex Magazine, Spin Magazine.

## Коммерческий успех
В США песня дебютировала на позиции № 27 в хит-параде Billboard Hot 100 и на позиции № 1 в цифровом чарте Digital Songs с тиражом 68,000 цифровых копий. В результате Свифт стала первым исполнителем в истории имеющим 15 вхождений на вершину, включая 14 сразу на первом месте. Это также её 4-й трек с альбома Reputation на вершине цифрового чарта после «Look What You Made Me Do», «...Ready for It?», и «Gorgeous». В Австралии песня дебютировала на позиции № 16 в чарте ARIA Singles Chart.

## Видео
Лирик-видео для песни было загружено 3 ноября 2017 года на канал Свифт на Vevo. Это видео сопровождается фотографиями и рисунками Свифт. К ноябрю 2017 года это лирик-видео просмотрели более 25 млн раз.

## Чарт
| Чарт (2017)                         | Высшая позиция |
| ----------------------------------- | -------------- |
| Австралия (ARIA)                    | 16             |
| Австрия (Ö3 Austria Top 40)         | 43             |
| Канада (Billboard Canadian Hot 100) | 24             |
| Франция (SNEP)                      | 76             |
| Германия (GfK)                      | 99             |
| Венгрия (Single Top 40)             | 5              |
| Ирландия (IRMA)                     | 44             |
| Малайзия (RIM)                      | 13             |
| Новая Зеландия (Recorded Music NZ)  | 34             |
| Филиппины (Philippine Hot 100)      | 27             |
| Португалия (AFP)                    | 65             |
| Швейцария (Schweizer Hitparade)     | 96             |
| Великобритания (OCC UK Singles)     | 29             |
| США (Billboard Hot 100)             | 27             |
| США (Billboard Digital Songs)       | 1              |

## Сертификации
| Регион                                                                      | Сертификация | Продажи |
| --------------------------------------------------------------------------- | ------------ | ------- |
| Австралия (ARIA)                                                            | Золотой      | 35 000  |
| Великобритания (BPI)                                                        | Серебряный   | 200 000 |
| США (RIAA)                                                                  | Золотой      | 500 000 |
| Данные о продажах + прослушиваниях приведены только на основе сертификации. |              |         |